# Xenoproctis congoana
Xenoproctis congoana är en skalbaggsart som beskrevs av Ohaus 1903. Xenoproctis congoana ingår i släktet Xenoproctis och familjen Rutelidae. Inga underarter finns listade i Catalogue of Life.